# エジプト・スルタン国

エジプト・スルタン国
السلطنة المصرية (アラビア語)

国歌: سلام أفندينا（アラビア語）
サラム・アファンディーナ

深緑がエジプト・スルタン国

エジプト・スルタン国（エジプト・スルタンこく、アラビア語: السلطنة المصرية）は、エジプトに於けるイギリスの保護国である。王朝はエジプト・ヘディーヴ国から引き続きムハンマド・アリー朝。
第一次世界大戦勃発後の1914年から、一方的独立宣言が行われた1922年まで存在した。

## 歴代君主（スルタン）
【ムハンマド・アリー朝】
1. フサイン・カーミル（1914年 - 1917年）
2. フアード1世（1917年 - 1922年）